# Гэлли, Мел
Мелвилл (Мел) Джон Гэлли (англ. Melville John Galley; 8 марта 1948, Кэннок, Стаффордшир, Англия — 1 июля 2008, там же) — британский гитарист, автор песен. Участник групп Whitesnake, Trapeze, Finders Keepers и Phenomena.
Родился в Кэнноке, графство Стаффордшир, Англия. Будучи членом Whitesnake, он сильно повредил себе руку в результате несчастного случая в Германии и был вынужден покинуть группу, так как он не мог играть на гитаре из-за повреждения нерва в результате некомпетентности врачей. Позже он стал известен игрой в составе «The Claw» посредством специального устройства, прикреплённого к руке, что позволило ему вновь начать играть на гитаре.
На 7 февраля 2008 года Гэлли сообщил, что он страдал от рака пищевода, и жить ему осталось недолго. На своей страничке на MySpace он написал:
Мне очень повезло. Я видел несколько великих групп, и играл со многими великими музыкантами и получил потрясающие впечатления. Я благодарен, что я могу сказать прощай всем друзьям, которые у меня есть и которые в настоящее время поддерживают меня.
Оригинальный текст (англ.)I have been very lucky. I have seen some great bands, and played with many great musicians. And I have enjoyed some tremendous experiences. I am thankful that I can say a proper goodbye to all the friends I have made, who are now rallying round me
Гитарист групп WHITESNAKE и TRAPEZE Мел Гэлли, объявивший 7 февраля о том, что он болен раком и этот диагноз окончательный, опубликовал следующее заявление: «Привет всем и большая благодарность за добрые слова и пожелания в мой адрес. Они очень ценны для моей жены и для меня. Я хочу, чтобы вы знали — я больше не в состоянии выходить на публику, теперь она приходит ко мне. Каждый день приходят друзья, есть медикаменты 24/7, полным-полно джина с тоником. У меня даже есть машина для льда, совсем как во времена работы в Whitesnake. При мне снова моя любимая гитара GIBSON „Les Paul“. Это прекрасно, чувствовать звуки музыки из трепещущих струн чудесного инструмента. Много лет прошло с тех пор, как я взял её, мою красавицу, в свои руки, и я все ещё чувствую трепет, когда держу её, когда играю на ней.»
Мел Гэлли умер 1 июля 2008 года.